# Dawid Kocyła
Dawid Kocyła (Bełchatów, 2002. július 23. –) lengyel korosztályos válogatott labdarúgó, a Wisła Płock csatárja.

## Pályafutása

### Klubcsapatokban
Kocyła a lengyelországi Bełchatów városában született. Az ifjúsági pályafutását a helyi Bełchatów akadémiájánál kezdte.
2019-ben mutatkozott be a Bełchatów másodosztályban szereplő felnőtt csapatában. 2020. január 1-jén négyéves szerződést kötött az első osztályú Wisła Płock együttesével. Először a 2020. február 9-ei, Pogoń Szczecin ellen 3–2-re elvesztette mérkőzésen lépett pályára. Első gólját 2020. május 31-én, a Korona Kielce ellen 4–1-re elvesztett találkozón szerezte meg. A 2021–22-es szezon második felében a Nieciecza csapatát erősítette kölcsönben. 2022. február 12-én, a Lech Poznań ellen 5–0-ás vereséggel zárult bajnoki 77. percében, Kacper Śpiewakt váltva debütált.

### A válogatottban
Kocyła az U19-es, az U20-as és az U21-es korosztályú válogatottakban is képviselte Lengyelországot.
2021-ben debütált az U21-es válogatottban. Először 2021. március 26-án, Szaúd Arábia ellen 7–0-ra megnyert barátságos mérkőzés félidejében, Bartosz Białek cseréjeként lépett pályára.

## Statisztikák
2023. május 27. szerint
| Klub                   | Szezon   | Osztály     | Bajnokság | Bajnokság | Kupa és Ligakupa | Kupa és Ligakupa | Nemzetközi | Nemzetközi | Összesen | Összesen |
| Klub                   | Szezon   | Osztály     | Meccs     | Gól       | Meccs            | Gól              | Meccs      | Gól        | Meccs    | Gól      |
| ---------------------- | -------- | ----------- | --------- | --------- | ---------------- | ---------------- | ---------- | ---------- | -------- | -------- |
| Bełchatów              | 2019–20  | I Liga      | 15        | 3         | 0                | 0                | —          | —          | 15       | 3        |
| Wisła Płock            | 2019–20  | Ekstraklasa | 11        | 3         | 0                | 0                | —          | —          | 11       | 3        |
| Wisła Płock            | 2020–21  | Ekstraklasa | 27        | 3         | 1                | 0                | —          | —          | 28       | 3        |
| Wisła Płock            | 2021–22  | Ekstraklasa | 11        | 0         | 1                | 0                | —          | —          | 12       | 0        |
| Wisła Płock            | 2022–23  | Ekstraklasa | 20        | 2         | 1                | 1                | —          | —          | 21       | 3        |
| Wisła Płock            | Összesen | Összesen    | 69        | 8         | 3                | 1                | 0          | 0          | 72       | 9        |
| Nieciecza (kölcsönben) | 2021–22  | Ekstraklasa | 13        | 0         | 0                | 0                | —          | —          | 13       | 0        |
| Összesen               | Összesen | Összesen    | 97        | 11        | 3                | 1                | 0          | 0          | 100      | 12       |